# Ngamotu Lagoon
Die Ngamotu Lagoon ist eine Lagune im Wairoa District der Region Hawke’s Bay auf der Nordinsel von Neuseeland.

## Geographie
Die Ngamotu Lagoon befindet sich rund 1 km östlich der Mündung des Wairoa River in die Hawke Bay und rund 3 km südsüdöstlich des Stadtzentrums von Wairoa. Mit einer rund 2 km langen Ost-West-Ausdehnung und einer maximalen Breite von rund 390 m umfasst die Lagune eine Fläche von 37 Hektar und besitzt eine Uferlinie von rund 4,4 km Länge.
Die Lagune steht unter dem Einfluss der Gezeiten und entwässert nur eine kleine, rund 100 Hektar große nördlich liegende landwirtschaftlich genutzte Fläche. Nordwestlich der Lagune schließt sich ein kleines Feuchtgebiet an.
Die Ngamotu Lagoon gehört zu einem größeren Feuchtgebietkomplex an der Küste, zu dem unter anderem von West nach Ost gelistet die Lagunen Waihoratuna Lagoon, Ohuia Lagoon, Wairau Lagoon, Te Paeroa Lagoon und Whakaki Lagoon zählen.

## Reservat
Die Lagune wurde als Government Purpose Administration Reserve (staatliches Zweckverwaltungsreservat) ausgewiesen und bekam zusätzlich den Status eines Wildlife Management Reserve. Das Gewässer besitzt einen hohen botanischen Wert und enthält einige der wenigen repräsentativen Beispiele für Ästuarvegetation im Waihua Ecological District. Das Wildlife Management Reserve umfasst eine Fläche von 101,2725 Hektar.